# Zhang Zhizhen
Zhang Zhizhen (chinês tradicional: 張之臻, chinês simplificado: 张之臻, pinyin: Zhāng Zhīzhēn; Xangai, 16 de outubro de 1996) é um tenista profissional chinês. Ele alcançou o ranking de simples da ATP de número 31 do mundo em julho de 2024 e um ranking de duplas de número 47 em julho de 2024. Em julho de 2023, ele se tornou o tenista masculino chinês mais bem classificado de todos os tempos. Ele é o atual jogador chinês número 1. Ele ganhou três títulos de simples e dois de duplas no ATP Challenger, e dois títulos de simples e dois de duplas no ITF Futures Tour. Ele ganhou uma medalha de prata em duplas mistas ao lado de Wang Xinyu nas Olimpíadas de Verão de 2024.
Em 2021, Zhang se tornou o primeiro chinês na Open Era a jogar na chave principal de Wimbledon. Em outubro de 2022, ele se tornou o primeiro jogador chinês masculino a chegar ao top 100 no ranking de simples da ATP. Então, em 2023, em Madri, ele se tornou o primeiro chinês a chegar às quartas de final do ATP Tour Masters 1000.

## Vida pregressa
Em 1996, Zhang nasceu em uma família de esportistas em Xangai. Seu pai Zhang Weihua (张卫华) jogou futebol na Liga Chinesa Jia-A como zagueiro do Shanghai Shenhua. Sua mãe era membro do time de tiro esportivo de Xangai e mais tarde trabalhou no escritório de Xangai da China Telecom. Dos 4 aos 6 anos, ele teve duas aulas semanais de natação no jardim de infância, e seus pais o matricularam em aulas de tênis nos fins de semana. Quando chegou ao ensino fundamental, seus pais o deixaram decidir qual dos dois esportes continuar. Ele escolheu o tênis porque os professores de natação eram rigorosos, em parte por causa de sua responsabilidade de garantir a segurança da natação. De 2008 a 2013, ele foi treinado por Shao Donglu (邵东路).
Em dezembro de 2015, ele fraturou um osso do pé esquerdo após pisar em um buraco durante um exercício de corrida em um parque. Ele passou por uma cirurgia dois meses depois, e sua forma caiu significativamente até maio de 2017.  Em 2016, Zhang assinou com o agente de tênis croata Ivan Ljubicic. Desde então, a residência principal de Zhang mudou-se para a Ilha Lošinj, Croácia. Em junho de 2022, ele se formou em gestão de recursos humanos pela Universidade Jiao Tong de Xangai.

## Carreira
Zhizhen Zhang começou sua carreira em Chico, Califórnia, jogando no ITF Futures Tour. Apesar de perder para Jason Jung em sets diretos, Zhang se recuperou no torneio Joplin Futures, registrando sua primeira vitória como profissional contra Daniel Yoo, antes de perder em sets diretos para o americano não classificado Gonzales Austin. Zhang perdeu na primeira rodada dos dois torneios futuros seguintes em que entrou. No Shanghai Rolex Masters de 2012, Zhang — com apenas dezesseis anos na época — recebeu uma entrada curinga no sorteio de qualificação; ele perdeu para o número sessenta e um do mundo, Brian Baker, vencendo apenas três jogos em seu confronto de estreia com um dos cem melhores jogadores da ATP.
Março trouxe a Zhang suas primeiras vitórias de 2015, onde ele superou Jan Zieliński e o jogador top 400 Bastian Trinker no 11º evento Futures do ano da Turquia. Zhang lutou para manter uma forma consistente nos meses seguintes, saindo nas duas primeiras rodadas de todos os torneios em que jogou, antes de vencer o torneio Mont-de-Marsan Futures em junho; este foi o primeiro título do ITF World Tennis Tour de Zhang. Os torneios franceses continuaram sendo portadores de bons resultados para Zhang, pois ele seguiu seu título Futures com uma segunda final três semanas depois, desta vez em Bourg-en-Bresse. Com sua classificação reforçada por resultados positivos no Circuito Masculino da ITF de 2015, Zhang começou a entrar em torneios no ATP Challenger Tour de 2015, embora não tenha conseguido vencer nenhuma partida da chave principal em seus primeiros meses no Challenger Tour de nível superior. Zhang então fez sua estreia no ATP Tour no Shenzhen Open de 2015. Como qualificador, ele derrotou o japonês Go Soeda em sets diretos na primeira rodada, antes de perder para o sexto cabeça de chave Jiří Veselý em sets diretos.
Depois de jogar (e perder na segunda rodada) no Troféu Nottingham de 2021, Zhang se classificou para um sorteio principal do Grand Slam no Campeonato de Wimbledon de 2021; sua primeira aparição em um sorteio principal em um nível Major. Ele se tornou o primeiro chinês masculino na Era Aberta a se classificar em Wimbledon. Ele também foi apenas o quarto chinês a jogar simples no sorteio principal de qualquer Grand Slam desde 1968, com os outros sendo Wu Di no Aberto da Austrália em 2013, 2014 e 2016, Zhang Ze no Aberto da Austrália em 2014 e 2015, e Li Zhe no Aberto da Austrália de 2019.
Ele ganhou a medalha de prata com Wang Xinyu em duplas mistas nas Olimpíadas de Verão de 2024.